# 小行星6692
小行星6692（英語：6692）是一颗围绕太阳公转的小行星。1985年4月18日，茲丹卡·瓦弗洛娃在克列特发现了此天体。
这颗小行星的绝对星等为16.34672123402029等。